# Arame Ndoye
Arame Ndoye là một chính trị gia người Senegal. Bà giữ chức vụ Bộ trưởng Bộ Kế hoạch và Chính quyền địa phương trong Chính phủ Mbaye.
Ndoye tốt nghiệp École supérieure de gestion et de finance tại Paris. Sau khi có kinh nghiệm trong các công ty kiểm toán và công ty kế toán ở Sénégal, bà chuyên về lĩnh vực phân cấp và phát triển địa phương và chiếm vị trí trợ lý kỹ thuật phụ trách tài chính và thuế trong các chương trình cấp địa phương để hỗ trợ phân cấp và phát triển địa phương, được tài trợ bởi Liên minh châu Âu. Bà đã từng là Cố vấn Kỹ thuật cho Bộ trưởng Bộ Phát triển Địa phương của Sénégal, chịu trách nhiệm điều phối các dự án và chương trình phát triển địa phương, trước khi được bổ nhiệm làm điều phối viên dự án tại Trung tâm Truyền thông Dân số phi chính phủ Hoa Kỳ. Được bổ nhiệm làm Cố vấn kỹ thuật phụ trách phân cấp cho Tổng thống Cộng hòa Sénégal, sau đó bà được bổ nhiệm làm Bộ trưởng Bộ Kế hoạch và Chính quyền địa phương. Năm 2013, Ndoye kết hôn với chính trị gia người Senen, Serigne Mbaye Thiam.